# Zodiaco - Sternzeichen (EP)
Zodiaco - Sternzeichen è un EP dei Rondò Veneziano pubblicato dalla Koch International in Austria il 1998 e tratto dall'album omonimo.

## Tracce
1. Zodiaco (Gian Piero Reverberi e Giuseppe Zuppone) - 3:21
2. Leone-Fuoco (Gian Piero Reverberi e Ivano Pavesi) - 3:48
3. Sagittario-Fuoco (Gian Piero Reverberi e Ivano Pavesi) - 2:43
4. Gemelli-Aria (Gian Piero Reverberi e Ivano Pavesi) - 3:24